# Barrio Nuevo Chapingo
Barrio Nuevo Chapingo är en ort i Mexiko.   Den ligger i kommunen San Pedro Pochutla och delstaten Oaxaca, i den sydöstra delen av landet, 500 km sydost om huvudstaden Mexico City. Barrio Nuevo Chapingo ligger 121 meter över havet och antalet invånare är 200.
Terrängen runt Barrio Nuevo Chapingo är kuperad åt sydväst, men åt nordost är den platt. Havet är nära Barrio Nuevo Chapingo åt sydost.  Närmaste större samhälle är San Pedro Pochutla, 2,6 km norr om Barrio Nuevo Chapingo. 